# Schieß-Juniorenweltmeisterschaften 2024
Die Schieß-Juniorenweltmeisterschaften 2024 fanden vom 27. September bis 6. Oktober 2024 in der peruanischen Hauptstadt Lima statt.
Insgesamt wurden 38 Disziplinen ausgetragen, davon 18 bei den Junioren, 16 bei den Juniorinnen und 4 bei den Junioren-Mixed. Es waren 560 Starter aus 51 Nationen gemeldet.

## Ergebnisse

### Junioren

#### Gewehr
| Wettbewerb                                            | Gold                                                      | Gold     | Silber                                                           | Silber | Bronze                                                           | Bronze |
| ----------------------------------------------------- | --------------------------------------------------------- | -------- | ---------------------------------------------------------------- | ------ | ---------------------------------------------------------------- | ------ |
| 10 m Luftgewehr                                       | Parth Rakesh Mane                                         | 250,7    | Huang Liwanlin                                                   | 250,0  | Braden Wayne Peiser                                              | 229,1  |
| 10 m Luftgewehr Mannschaft                            | IndienAjay Malik Parth Rakesh Mane Abhinav Shaw           | 1883,5   | Vereinigte StaatenBraden Wayne Peiser Jacob Wisman Tyler Wee     | 1877,6 | DeutschlandFlorian Reinhard Beer Justus Ott Nils Palberg         | 1873,9 |
| 50 m Kleinkalibergewehr liegend                       | Jens Olsrud Oestli                                        | 625,0    | Jesper Johansson                                                 | 623,6  | Ferenc Török                                                     | 623,4  |
| 50 m Kleinkalibergewehr liegend Mannschaft            | UkraineOleksii Viatchin Danylo Hrynyk Ivan Tkalenko       | 1860,9   | SchwedenJesper Johansson Victor Lindgren Pontus Kallin           | 1859,0 | NorwegenJens Olsrud Oestli Even Olai Enger Throndsen Isak Gurrik | 1858,6 |
| 50 m Kleinkalibergewehr Dreistellungskampf            | Braden Wayne Peiser                                       | 460,3    | Victor Lindgren                                                  | 460,2  | Jens Olsrud Oestli                                               | 447,4  |
| 50 m Kleinkalibergewehr Dreistellungskampf Mannschaft | IndienShourya Saini Vedant Nitin Waghmare Parikshit Singh | 1753 WRJ | NorwegenIsak Gurrik Even Olai Enger Throndsen Jens Olsrud Oestli | 1748   | SchwedenJesper Johansson Victor Lindgren Pontus Kallin           | 1746   |

#### Pistole
| Wettbewerb                          | Gold                                                           | Gold  | Silber                                                              | Silber | Bronze                                                               | Bronze |
| ----------------------------------- | -------------------------------------------------------------- | ----- | ------------------------------------------------------------------- | ------ | -------------------------------------------------------------------- | ------ |
| 10 m Luftpistole                    | Luca Joldea                                                    | 243,1 | Hsieh Hsiang-Chen                                                   | 236,2  | Máté Rédecsi                                                         | 214,0  |
| 10 m Luftpistole Mannschaft         | IndienUmesh Choudhary Mukesh Nelavalli Parmod Parmod           | 1726  | RumänienLuca Joldea Levente Matyas Bucsias Constantin-Daniel Feraru | 1716   | ItalienMatteo Mastrovalerio Luca Arrighi Gabriele Aldo Villani       | 1707   |
| 25 m Schnellfeuerpistole            | Yao Jianan                                                     | 31    | Yan Chesnel                                                         | 23     | Tomasz Jędraszczyk                                                   | 20     |
| 25 m Schnellfeuerpistole Mannschaft | IndienRaajwardan Paatil Mukesh Nelavalli Harsimar Singh Rattha | 1722  | FrankreichYan Chesnel Arnaud Gamaleri Hervé-Louis Le Guellaff Dumas | 1701   | PolenTomasz Jędraszczyk Ivan Rakitski Stanisław Franciszeh Nowosadko | 1701   |
| 25 m Sportpistole                   | Mukesh Nelavalli                                               | 585   | Suraj Sharma                                                        | 583    | Vladyslav Medushevskyi                                               | 580    |
| 25 m Sportpistole Mannschaft        | IndienMukesh Nelavalli Suraj Sharma Pradhyumn Singh            | 1729  | PolenTomasz Jędraszczyk Ivan Rakitski Wiktor Lukasz Kopiwoda        | 1726   | ItalienMatteo Mastrovalerio Gabriele Aldo Villani Luca Arrighi       | 1712   |
| 25 m Standardpistole                | Suraj Sharma                                                   | 571   | Ivan Rakitski                                                       | 568    | Mukesh Nelavalli                                                     | 568    |
| 50 m Freie Pistole                  | Imran Garayev                                                  | 552   | Luca Joldea                                                         | 550    | Mukesh Nelavalli                                                     | 548    |

#### Wurftauben
| Wettbewerb       | Gold                                                                       | Gold | Silber                                                                        | Silber | Bronze                                                                          | Bronze |
| ---------------- | -------------------------------------------------------------------------- | ---- | ----------------------------------------------------------------------------- | ------ | ------------------------------------------------------------------------------- | ------ |
| Trap             | Andrés García                                                              | 47   | Hussein Daruich                                                               | 39     | Thomas Agez                                                                     | 30     |
| Trap Mannschaft  | ItalienLuca Gerri Riccardo Mirabile Matteo Dambrosi                        | 349  | Vereinigtes KönigreichWilliam James Gilbert Thomas William Betts Robert Lewis | 344    | SpanienAndrés García Cesar Moreno Rufo Eduard Salichs                           | 339    |
| Skeet            | Panagiotis Gerochristos                                                    | 56   | Benjamin Joseph Keller                                                        | 54     | Wiktor Pyra                                                                     | 42     |
| Skeet Mannschaft | Vereinigte StaatenBenjamin Joseph Keller Joshua Corbin Jordan Douglas Sapp | 349  | ItalienMatteo Bragalli Marco Coco Antonio La Volpe                            | 341    | GriechenlandPanagiotis Gerochristos Efraim Nikolantonakis Andreas Despotopoulos | 337    |

### Juniorinnen

#### Gewehr
| Wettbewerb                                            | Gold                                                              | Gold       | Silber                                                                 | Silber | Bronze                                                            | Bronze |
| ----------------------------------------------------- | ----------------------------------------------------------------- | ---------- | ---------------------------------------------------------------------- | ------ | ----------------------------------------------------------------- | ------ |
| 10 m Luftgewehr                                       | Wang Zifei                                                        | 253,0      | Océanne Muller                                                         | 251,6  | Katie Lorraine Zaun                                               | 230,2  |
| 10 m Luftgewehr Mannschaft                            | IndienGautami Bhanot Shambhavi Shravan Kshirsagar Anushka Thokur  | 894,8 QWRJ | Vereinigte StaatenKatie Lorraine Zaun Emme Walrath Mackenzie Ann Kring | 881,8  | NorwegenPernille Nor-Woll Synnøve Berg Caroline Finnestad Lund    | 876,7  |
| 50 m Kleinkalibergewehr liegend                       | Caroline Finnestad Lund                                           | 626,3      | Alexandra Rosenlew                                                     | 625,8  | Veronika Blažíčková                                               | 623,1  |
| 50 m Kleinkalibergewehr liegend Mannschaft            | NorwegenCaroline Finnestad Lund Pernille Nor-Woll Synnøve Berg    | 1864,5     | SchweizEmely Jaeggi Ekaterina Chenikova Vivien Joy Jaeggi              | 1860,8 | TschechienVeronika Blažíčková Kateřina Mikulčíková Adéla Zrůstová | 1857,7 |
| 50 m Kleinkalibergewehr Dreistellungskampf            | Synnøve Berg                                                      | 458,4      | Caroline Finnestad Lund                                                | 458,3  | Khushi Khushi                                                     | 447,3  |
| 50 m Kleinkalibergewehr Dreistellungskampf Mannschaft | TschechienKateřina Mikulčíková Barbora Dubská Veronika Blažíčková | 1763 QWRJ  | NorwegenPernille Nor-Woll Synnøve Berg Caroline Finnestad Lund         | 1762   | SchweizEkaterina Chenikova Vivien Joy Jaeggi Emely Jaeggi         | 1761   |

#### Pistole
| Wettbewerb                   | Gold                                                       | Gold    | Silber                                                             | Silber | Bronze                                            | Bronze |
| ---------------------------- | ---------------------------------------------------------- | ------- | ------------------------------------------------------------------ | ------ | ------------------------------------------------- | ------ |
| 10 m Luftpistole             | Chen Yu-Chun                                               | 239,8   | Manja Slak                                                         | 236,6  | Kanak Kanak                                       | 217    |
| 10 m Luftpistole Mannschaft  | IndienKanishka Dagar Lakshita Lakshita Anjali Chaudhary    | 1708    | Volksrepublik ChinaZeynab Sultanova Leyli Aliyeva Sofiya Barhalova | 1707   | SüdkoreaViliena Bevz Olga Lepska Yuliia Isachenko | 1704   |
| 25 m Sportpistole            | Divanshi Divanshi                                          | 35      | Cristina Magnani                                                   | 33     | Heloise Fourre                                    | 30     |
| 25 m Sportpistole Mannschaft | IndienDivanshi Divanshi Tejaswani Tejaswani Vibhuti Bhatia | 1711    | TschechienKlára Ticháčková Viktorie Šindlerová Anna Miřejovská     | 1696   | DeutschlandLydia Vetter Maxi Vogt Johanna Blenck  | 1696   |
| 25 m Standardpistole         | Divanshi Divanshi                                          | 564     | Parisha Gupta                                                      | 559    | Manvi Jain                                        | 557    |
| 50 m Freie Pistole           | Miriam Jako                                                | 546 WRJ | Parisha Gupta                                                      | 540    | Sofiya Barkhalova                                 | 535    |

#### Wurftauben
| Wettbewerb       | Gold                                                         | Gold | Silber                                                                           | Silber | Bronze                                                                              | Bronze |
| ---------------- | ------------------------------------------------------------ | ---- | -------------------------------------------------------------------------------- | ------ | ----------------------------------------------------------------------------------- | ------ |
| Trap             | Maria Teresa Giorgi Maccioni                                 | 39   | Noelia Pontes Villarrubia                                                        | 38     | Sofia Gori                                                                          | 29     |
| Trap Mannschaft  | ItalienSofia Gori Maria Teresa Giorgi Maccioni Marika Patera | 341  | Vereinigtes KönigreichMadeleine Louise Purser Hollie Annie Lumsden Leah Southall | 324    | SpanienNoelia Pontes Villarrubia Irene del Rey Ruiz Africa Baena Sedano             | 322    |
| Skeet            | Madeleine Zarina Russell                                     | 51   | Gracelynn Marie Hensley                                                          | 48     | Arianna Nember                                                                      | 38     |
| Skeet Mannschaft | ItalienArianna Nember Viola Picciolli Eleonora Ruta          | 326  | DeutschlandEmilie Bundan Hannah Middel Annabella Hettmer                         | 325    | Vereinigte StaatenGracelynn Marie Hensley Madeline Helen Corbin Alishia Fayth Layne | 323    |

### Junioren Mixed
| Wettbewerb       | Gold                             | Gold   | Silber                                          | Silber | Bronze                                    | Bronze |
| ---------------- | -------------------------------- | ------ | ----------------------------------------------- | ------ | ----------------------------------------- | ------ |
| 10 m Luftgewehr  | Wang Zifei Huang Liwanlin        |        | Océanne Muller Romain Aufrère                   |        | Gautami Bhanot Ajay Malik                 |        |
| 10 m Luftpistole | Celina Becker Andreas Köppl      |        | Viliena Bev Maksym Himon                        |        | Lakshita Lakshita Parmod Parmod           |        |
| Trap             | Martina Matějková Ondrej Stastny | 141 +8 | Maria Teresa Giorgia Maccioni Riccardo Mirabile | 141 +7 | Sabeera Haris Shardul Vihan               | 138    |
| Skeet            | Cristian Giudici Eleonora Ruta   | 144    | Riccardo Mignozzetti Arianna Nember             | 142    | Jordan Douglas Sapp Madeline Helen Corbin | 141    |

## Medaillenspiegel
| Platz  | Land                   | Gold | Silber | Bronze | Gesamt |
| ------ | ---------------------- | ---- | ------ | ------ | ------ |
| 01     | Indien                 | 13   | 3      | 8      | 24     |
| 02     | Italien                | 5    | 4      | 4      | 13     |
| 03     | Norwegen               | 4    | 3      | 3      | 10     |
| 04     | Volksrepublik China    | 3    | 1      | —      | 4      |
| 05     | Vereinigte Staaten     | 2    | 4      | 4      | 10     |
| 06     | Tschechien             | 2    | 1      | 2      | 5      |
| 07     | Vereinigtes Königreich | 1    | 2      | —      | 3      |
| 07     | Rumänien               | 1    | 2      | —      | 3      |
| 09     | Deutschland            | 1    | 1      | 2      | 4      |
| 09     | Spanien                | 1    | 1      | 2      | 4      |
| 09     | Ukraine                | 1    | 1      | 2      | 4      |
| 12     | Aserbaidschan          | 1    | 1      | 1      | 3      |
| 13     | Chinesisch Taipeh      | 1    | 1      | —      | 2      |
| 14     | Ungarn                 | 1    | —      | 2      | 3      |
| 15     | Griechenland           | 1    | —      | 1      | 2      |
| 16     | Frankreich             | —    | 4      | 2      | 6      |
| 17     | Schweden               | —    | 3      | 1      | 4      |
| 18     | Polen                  | —    | 2      | 3      | 5      |
| 19     | Schweiz                | —    | 1      | 1      | 2      |
| 20     | Brasilien              | —    | 1      | —      | 1      |
| 20     | Finnland               | —    | 1      | —      | 1      |
| 20     | Slowenien              | —    | 1      | —      | 1      |
| Gesamt | Gesamt                 | 38   | 38     | 38     | 114    |